# Formicitylenchus oregonensis
Formicitylenchus oregonensis  (лат.) — вид паразитических энтомопатогенных нематод рода Formicitylenchus из семейства Allantonematidae отряда Tylenchida (Sphaerularioidea, подотряд Hexatylina, класс Chromadorea). Были обнаружены в штате Орегон (США) и описаны в 2003 году американским нематологом Джорджем Пойнаром (англ. George Poinar; Oregon State University, Corvallis). Паразитирует на муравьях рода Camponotus (Camponotus vicinus Mayr, 1870). Самки Formicitylenchus oregonensis имеют длину от 415—485 μm (~0,5 мм) у свободноживущей стадии до 2,5 мм у паразитической стадии, и максимальную ширину соответственно до 20 или 258 μm. Длина самцов — 415—490 μm.